# David Devries

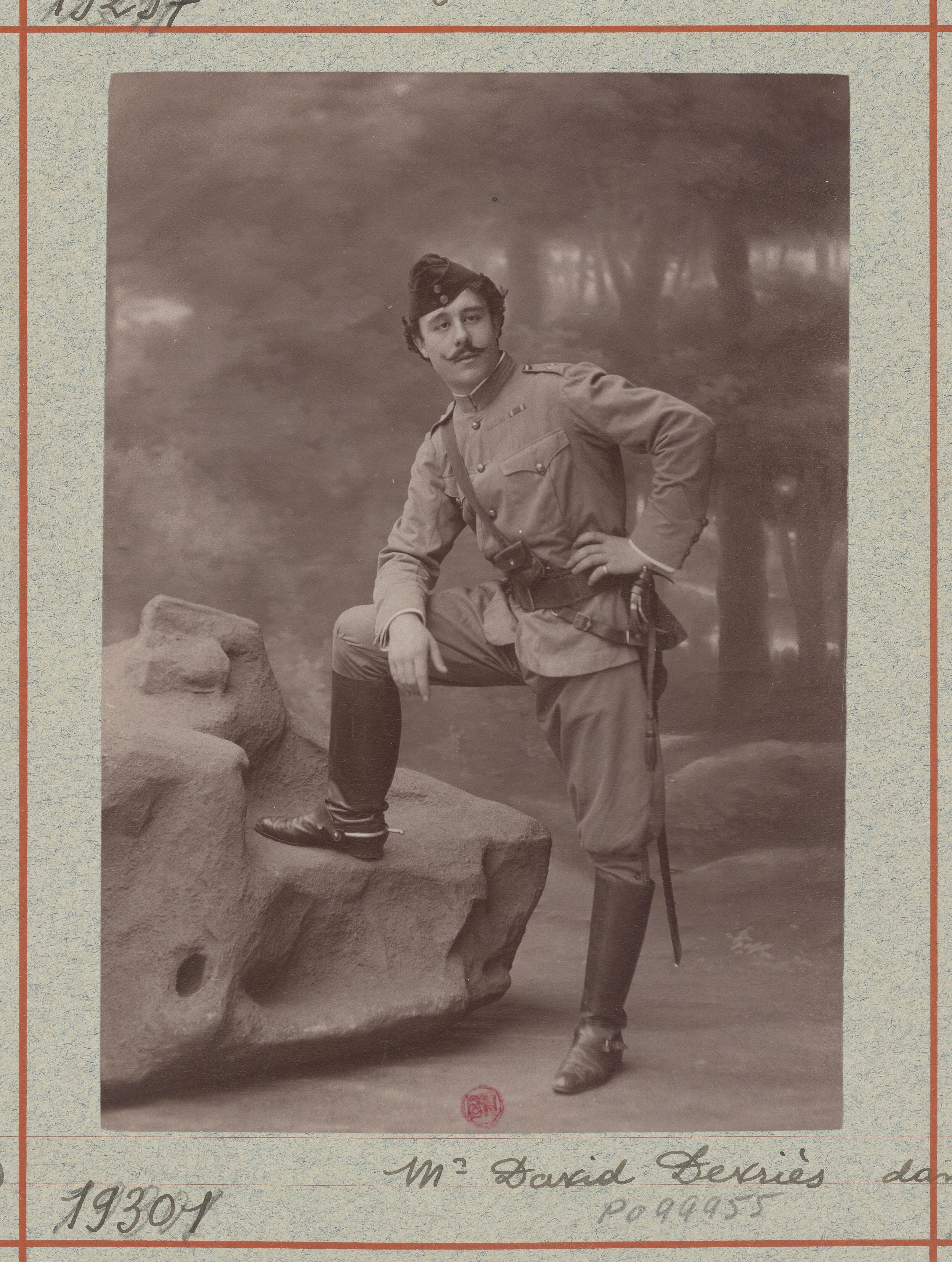
David Devries als Gérald in Lakmé

David Etienne Joseph Devries, ook wel David Devriès (Bagnères-de-Luchon, Haute-Garonne, 14 februari 1882 – Neuilly-sur-Seine, 17 juli 1936) was een Frans tenor.

## Familie
Hij is zoon van voormalig zanger en rentenier Marcel Devries en Cécile Marie Caroline Joséphine Dardignac. David Devries is afkomstig uit een familie, die hun geld verdiende met operazang. Grootmoeder en –vader waren respectievelijk Rosa de Vries-van Os en David Devries. Vijf van hun kinderen zongen ook: Jeanne Devries, Fides Devries, Marcel Devries, Maurice Devries en Herman Devries. David Devries zelf was getrouwd met Herminie Bergerat. Zoon Ivan/Daniel Devries was componist en musicus. Herminie Bergerat was dochter van Voltaire-kenner Émile Bergerat en Estelle Gautier, dochter van schrijver Théophile Gautier. Hun dochter Anik Devries (1938-2021) was zangeres en musicologe; getrouwd met musicoloog François Lesure en (mede-)auteur van Dictionnaire des éditeurs de musique français (1979) en L’édition musicale dans la pressen parissiene au XVIII siècle catalogue des annonces (2005). David werd begraven op de Cimetiere de Courbevoie, waar ook zijn vader lag. 

## Loopbaan

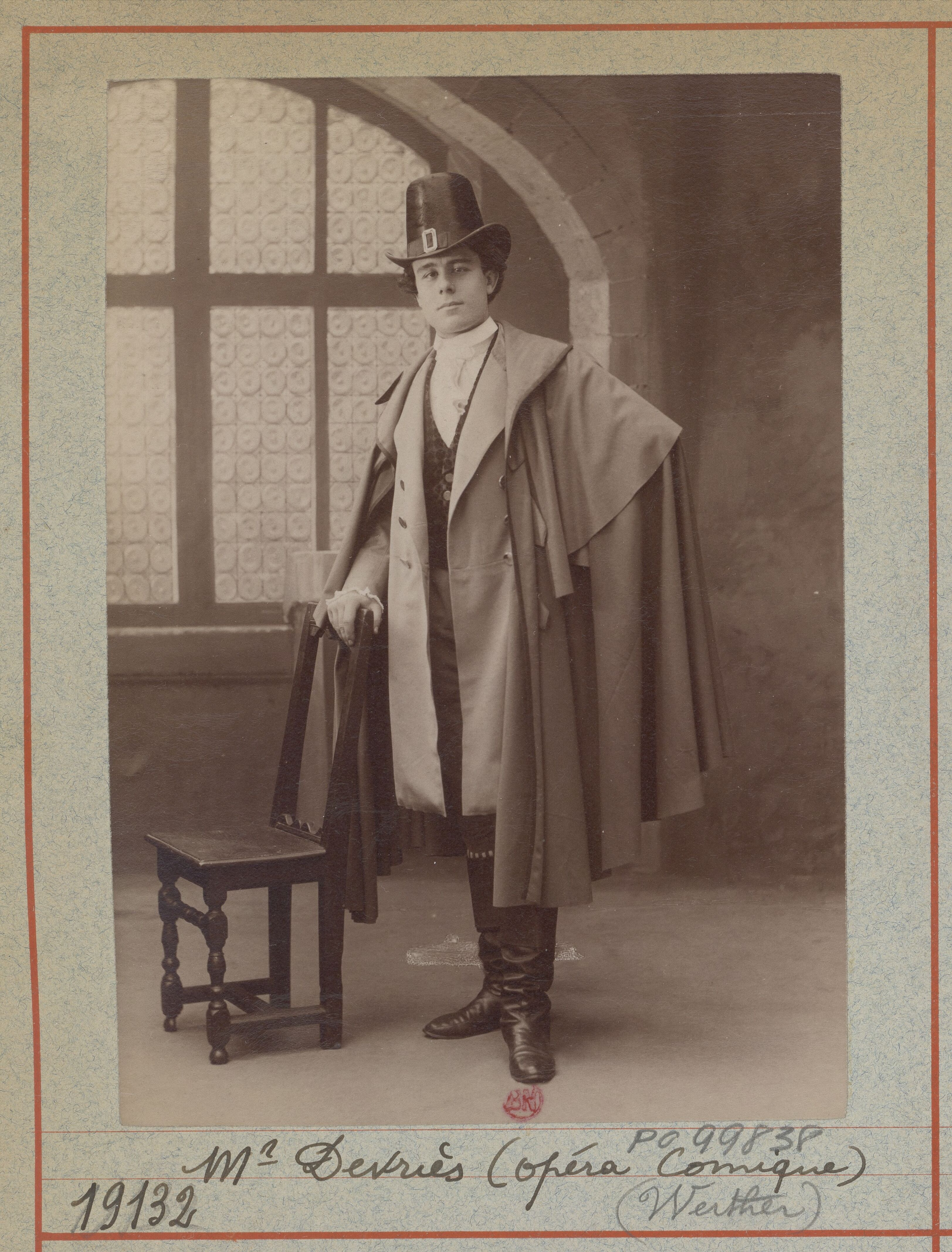
David Devries als Werther in de gelijknamige opera

Hij kreeg zijn opleiding eerst aan Ecole Niedermeryer bij Gustave Lefèvre (1894-1897) en vervolgens in Parijs aan het Conservatoire national supérieur de musique et de danse de Paris bij Paul Lhérie en Edmont Duvernoy. Hij werd veelvuldig zanger bij/in de Opéra-Comique in Parijs, waar hij tal van rollen zou vertolken. De meeste rollen waren terug te vinden in de lichte opera’s en operettes, genre die opgang deden in Frankrijk rond 1900. Zijn lichte stem leende zich daar uitstekend voor. Hij maakte in het seizoen 1909-1910 deel uit van de Manhattan Opera Company van Oscar Hammerstein I, die toen in de Verenigde Staten en Engeland een aantal voorstellingen gaf met Pelléas et Mélisande van Claude Debussy. Er zijn ook optredens van hem bekend in Nice en Monte Carlo (Monaco). Behalve dat hij optrad in opera’s was hij ook begenadigd oratoriumzanger. Zijn stem is bewaard gebleven in een aantal opnamen voor platenlabel Odeon, later samengevoegd op verzamelalbums.